# Consultation interdisciplinaire de la maltraitance intrafamiliale
La consultation interdisciplinaire de la maltraitance intrafamiliale (CIMI) est un modèle clinique et thérapeutique des violences domestiques proposé dans le cadre de la psychothérapie systémique, développé à partir de 2003 à Lausanne (Suisse), dans un service psychiatrique ambulatoire éponyme. Conçu et mis sur pied dans cette ville sous l’égide de la Fondation Éthique Familiale, ce modèle a reçu des subventions de l’État de Vaud et a servi de référence à la création d’une unité de soins similaire au CHUV (Les Boréales, Lausanne, dès avril 2010,). 

## Consultation systémique de Lucinge
Le modèle CIMI a été restructuré et intégré depuis avril 2011 à la consultation systémique de Lucinge (Consyl), qui réunit le même collège directorial : deux psychiatres (Dr Gérard Salem, Dr Nicolas Belleux), un pédiatre (Dr Nahum Frenck), une psychologue clinicienne (Mme Francine Ferguson), et un philosophe éthicien comme superviseur ( prof. Jean-François Malherbe). Ce groupe interdisciplinaire dirige une équipe formée de deux médecins, quatre psychologues cliniciens, cinq psychologues stagiaires, une infirmière en psychiatrie, tous d’orientation  systémique.  

## Maltraitance familiale
La maltraitance familiale n’est pas superposable aux autres formes de maltraitances, du fait de la spécificité des liens. Ce n’est pas la même chose d’être abusé par son père ou par un voisin. À la promiscuité s’ajoute ici la puissance de l’attachement et de la loyauté envers son conjoint, ses ascendants ou ses descendants. À la perspective psychologique, médicale, sociale s’ajoute ainsi la perspective éthique, qui « coiffe » les autres perspectives.
Le modèle CIMI est à la fois thérapeutique et préventif, il se fonde sur une perspective interdisciplinaire de la maltraitance familiale, quelle qu’en soit l’expression clinique (physique, psychologique, sexuelle, carentielle).  
L’accent est mis sur la cothérapie et le travail de réseau autour de la famille, et sur un cadre d’intervention nécessairement flexible, focalisé alternativement sur l’individu, sur le couple, sur l’ensemble du système familial, et en particulier sur les relations transgénérationnelles (l’impact de la transmission des patterns maltraitants étant particulièrement pris en compte, selon la perspective contextuelle de  Ivan Boszormenyi-Nagy, telle que l’Association Fractale en France la perpétue aujourd’hui). 
L’objectif ne se limite pas à protéger les victimes, mais à intervenir aussi bien auprès des auteurs et des tiers impliqués dans les  mauvais traitements, en vue, d’une part, de faire cesser immédiatement les abus et les violences, d’autre part, de favoriser autant que possible la préservation et la restauration des liens familiaux, en dépit du drame vécu.  
En ce sens, les stratégies de confrontation, de reconnaissance, de réparation et de pardon sont particulièrement prises en compte dans le modèle CIMI. Cette approche se fait avec toute la prudence et l’exigence requises, par étapes successives, selon un plan structuré de type « pyramidal », comme le montre la figure ci-après

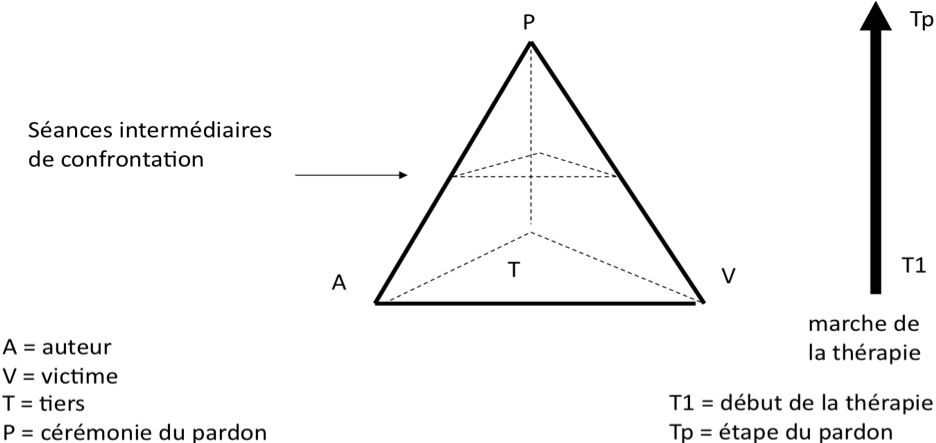
Approche pyramidale du pardon dans les familles maltraitantes